# Nova Colômbia
Nova Colômbia é um distrito do município brasileiro de Ocauçu, no interior do estado de São Paulo, mas que ainda não está cadastrado na Divisão Territorial Brasileira do IBGE por não possuir uma representação cartográfica encaminhada à instituição pelo poder público municipal.

## História

### Origem
O patrimônio de Nova Colômbia, que deu origem ao distrito, foi fundado em território do distrito de Ocauçu, no município de Echaporã. Com a transferência de Ocauçu para o município de Marília em 1945, passou a pertencer a esse município até o ano de 1959, quando Ocauçu se emancipou e foi elevado à município.

### Formação administrativa
- Pedido para criação do distrito através de processo que deu entrada na Assembléia Legislativa do Estado de São Paulo no ano de 1958, mas como não atendia os requisitos necessários exigidos por lei para tal finalidade o processo foi arquivado.[6]
- Lei Ordinária nº 1.064 de 28/04/1999 - Eleva o bairro de Nova Colômbia à categoria de distrito.[7]

## Geografia

### Demografia

#### População urbana
| Crescimento população urbana | Crescimento população urbana | Crescimento população urbana | Crescimento população urbana |
| Censo                        | Pop.                         |                              | %±                           |
| ---------------------------- | ---------------------------- | ---------------------------- | ---------------------------- |
| 1980                         | 220                          |                              | —                            |
| 1991                         | 298                          |                              | 35,5%                        |
| 2000                         | 326                          |                              | 9,4%                         |
| 2010                         | 374                          |                              | 14,7%                        |
| Fonte: IBGE e Fundação SEADE |                              |                              |                              |

Até o Censo 2010 (IBGE) Nova Colômbia era classificado pelo IBGE como área urbana isolada do distrito sede.

### Rodovias
O principal acesso ao distrito é a Rodovia Transbrasiliana (BR-153).

## Serviços públicos

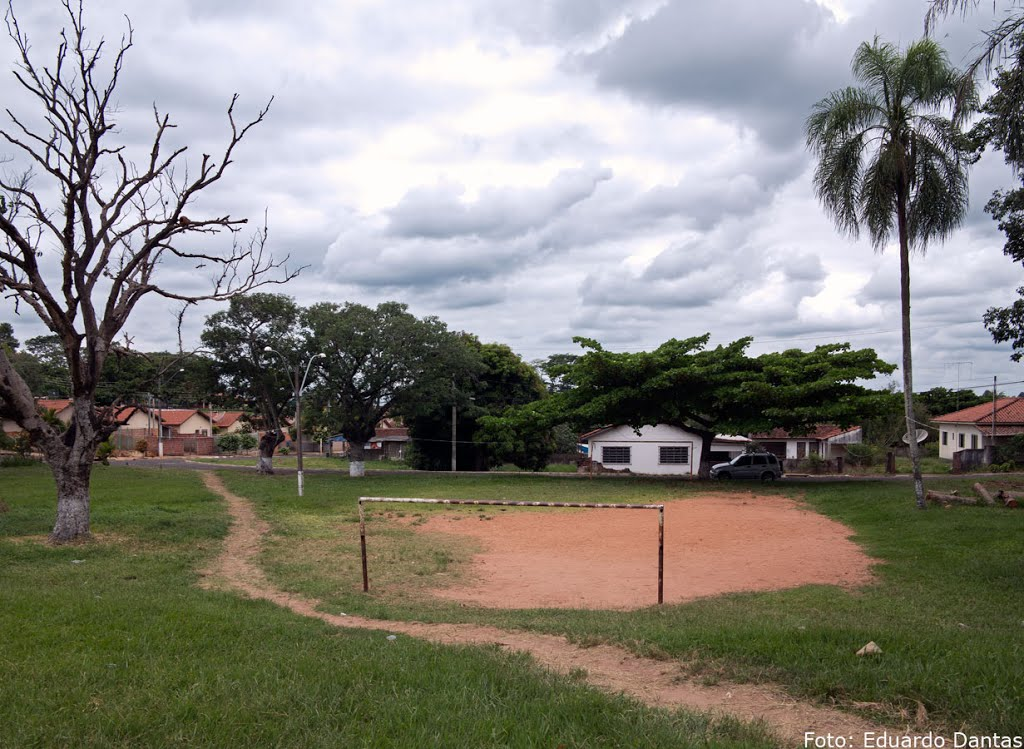
Aspecto local.

### Registro civil
Feito na sede do município, pois o distrito não possui Cartório de Registro Civil das Pessoas Naturais.

### Saneamento
O serviço de abastecimento de água é feito pela Prefeitura Municipal de Ocauçu.

### Energia
A responsável pelo abastecimento de energia elétrica é a CPFL Paulista, distribuidora do grupo CPFL Energia.

## Religião
O Cristianismo se faz presente no distrito da seguinte forma:

### Igreja Católica
- A igreja faz parte da Diocese de Ourinhos.[16]

### Igrejas Evangélicas
- Assembleia de Deus - O distrito possui uma congregação da Assembleia de Deus Ministério do Belém, vinculada ao Campo de Marília.